# HOT 뉴스 845
HOT 뉴스 845(ほっとニュース845)은 2014년 4월부터 NHK 삿포로 방송국에서 제작하고 있는 저녁 로컬 뉴스 프로그램이다.

## 프로그램 소개
주로 홋카이도 내의 뉴스 기상 정보를 방송. 2014년 3월까지 방송하던 『 뉴스 홋카이도 845』을 리뉴얼하고 방송하고 있다. 

## 방송 시간
- 월요일 - 금요일 저녁 8시 45분 ~ 9시(15분)
  - 토요일·일요일 및 공휴일은 저녁 8시 55분 ~ 9시에 홋카이도의 뉴스 기상 정보를 "홋카이도의 뉴스 기상 정보"라는 프로그램 이름으로 방송
  - 평일에도 올림픽 등 국제적 스포츠 행사 때나 긴급·중대 뉴스 발생 시 등은 프로그램을 중지하거나 시간을 단축하고 방송하는 경우가 있다.